# Moechohecyra
Moechohecyra is een kevergeslacht uit de familie van de boktorren (Cerambycidae). De wetenschappelijke naam van het geslacht werd voor het eerst geldig gepubliceerd in 1938 door Breuning.

## Soorten
Moechohecyra omvat de volgende soorten:
- Moechohecyra arctifera Wang & Chiang, 2002
- Moechohecyra indica Breuning, 1938
- Moechohecyra sumatrana Breuning, 1956
- Moechohecyra verrucicollis (Gahan, 1894)